# Medveđa
Medveđa (serbocroata cirílico: Медвеђа) es un municipio y villa de Serbia perteneciente al distrito de Jablanica, Serbia.
En 2011 su población era de 7438 habitantes, de los cuales 3236 vivían en la villa y el resto en las 43 pedanías del municipio. La mayoría de los habitantes del municipio son étnicamente serbios (6429 habitantes), con una minoría de albaneses (527 habitantes).
Se ubica sobre la carretera 39, a medio camino entre Leskovac y Pristina.